# Michel-Georges Brégent
Michel-Georges Brégent (né le 29 janvier 1948 à Montréal, mort à 45 ans le 4 septembre 1993 dans la même ville) est un compositeur québécois.

## Biographie
Ses œuvres sont d'une complexité autant en matière de composition musicale que de difficulté d'exécution. Walter Boudreau dira dans Mitzvot, en vue de l'omniprésence divine (1982) que « toute tentative de faire jouer son quatuor pour saxophone par des êtres humains serait fatalement vouée à l'échec ».
Michel-Georges Brégent laisse derrière lui une œuvre aussi riche que variée tant dans le domaine de la musique progressive (duo « Dionne-Brégent ») que de la musique vocale (Sapho, trois poèmes d'amour (1979)) écrite pour Michael Laucke, de la musique pour ensemble (Dilmun - Eden ; quatre règnes dans l'évolution terrestre (1981-1986)), et de la musique électroacoustique (L'Atlantide). En 1983, l'organisation des Jeux du Canada de Chicoutimi lui commande une musique-thème. La partition créée par Brégent, Adanac O, la remontée du salmo salar, sera refusée sous prétexte de la trop grande difficulté d'exécution, quoique l'artiste fut tout de même rémunéré.
En 1991, Michael Laucke a donné la première mondiale de son Concerto Flamenco, pour guitare et orchestre, avec l'Orchestre symphonique de Montréal; cette œuvre est écrite pour Laucke et fut reçue comme « brilliant » par les critiques,.
L'œuvre de Michel-Georges Brégent serait probablement restée dans les méandres de l'impossibilité sans le travail de Walter Boudreau et de bien d'autres. Sa femme, la pianiste Christina Petrowska-Quilico, a enregistré deux disques de compositions par Michel-Georges Brégent, 16 Portraits pour piano seul (Centrediscs) Worlds Apart (Centrediscs) et Gems with an Edge (CBC/Welspringe).

## Discographie
- Poussière des regrets (RCA, 1972)
- ...Et le troisième jour (Capitol Records, 1976), avec Vincent Dionne[4]
- Deux (Capitol Records, 1977), avec Vincent Dionne[5]
- Partir pour ailleurs (CML, 1979)
- Trio 3[6] (Radio Canada International - RCI 497, 1979)
- Atlantide (SONARt, 1991)

## Honneurs
- 1992 - Prix Joseph-S.-Stauffer

## Sur YouTube
- Le tigre metal Christina Petrowska-Quilico, piano
- Le Pouvoir, extrait de 16 Portraits, Christina Petrowska-Quilico, piano